# フリストス・ツォリス
フリストス・ツォリス（ギリシア語: Χρήστος Τζόλης、2002年1月30日 - ）は、ギリシャのサッカー選手。ギリシャ代表。フォルトゥナ・デュッセルドルフ所属。ポジションはFW。

## クラブ歴
2006年にドクサ・ペンタロフォスMASの下部組織でサッカーを始めた。2010年にPAOKテッサロニキの下部組織に移籍。2015年のレナート・ヨハンソン杯で5試合11得点を記録し注目を集めた。しかし翌年に家庭の事情でPAOKを退団し渡独した。
2018年にPAOKに戻ってくると、U-17チームで25試合29得点を記録し、U-19チームでも約2年間無敗を誇ったチームの一員として活躍した。
2020年6月7日に行われたギリシャ・スーパーリーグのオリンピアコスFC戦でチュバ・アクポムとの交代で途中出場しトップチーム初出場を記録。同月20日にはトップチーム出場2試合目にして18歳ながら初得点を記録し、同シーズン最年少得点記録となった。
2020年8月25日に行われたUEFAチャンピオンズリーグ 2020-21 予選のベシクタシュJK戦でも2得点1アシストを記録。9月11日のギリシャ・スーパーリーグ開幕節でも得点し、開幕節の最優秀選手に選出された。同月17日には違約金設定なしで2024年まで契約を延長した。11月5日にはUEFAヨーロッパリーグ 2020-21 グループリーグのPSVアイントホーフェン戦で得点を記録した。
2021年8月12日、ノリッジ・シティFCと5年契約を結んだ。
2022年7月22日、FCトゥウェンテにシーズン終了まで期限付き移籍。
2023年8月6日、フォルトゥナ・デュッセルドルフに買取オプション付きで期限付き移籍。2024年5月30日、買取オプションが行使され完全移籍となった。

## 代表歴
アンダー代表としてはU-17からの出場歴があり、UEFA U-17欧州選手権2019に出場した。
A代表初出場は2020年10月7日に行われたオーストリア代表との親善試合で、82分にディミトリス・リムニオスとの交代でピッチに入った。これによって彼は歴代7位の若さでのギリシャ代表デビューとなった。

## 私生活
両親はアルバニア南部のドロプル出身で、両親ともにギリシャ人である。